# 皮特里埃及考古博物馆
51°31′25″N 0°7′59″W / 51.52361°N 0.13306°W

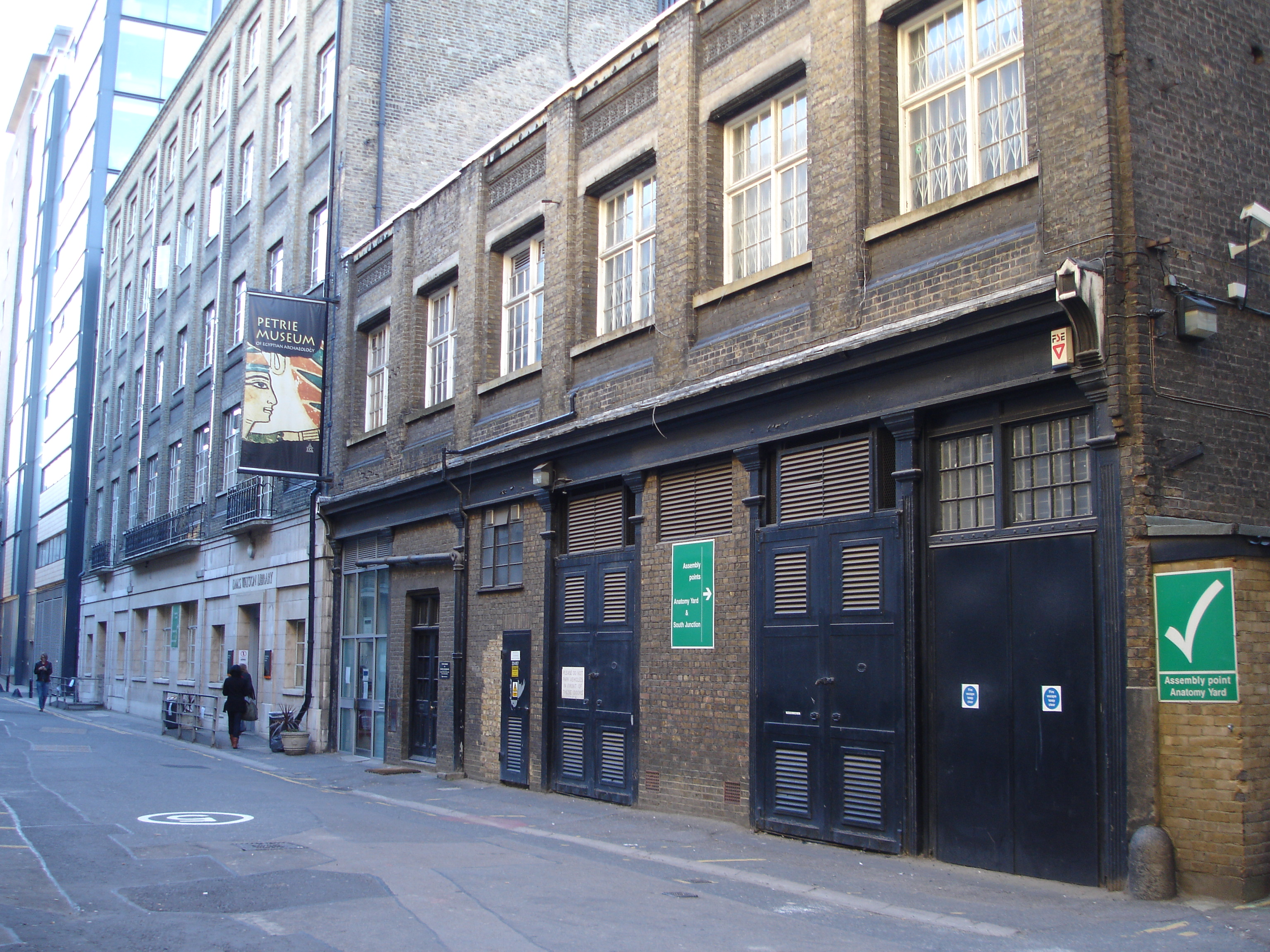
皮特里埃及考古博物馆

皮特里埃及考古博物馆（Petrie Museum of Egyptian Archaeology）是英国伦敦的一个博物馆，属于伦敦大学学院。该博物馆拥有8万多件藏品，为世界收藏埃及和苏丹文物的顶级博物馆之一，仅次于开罗博物馆、大英博物馆和柏林埃及博物馆。

## 历史

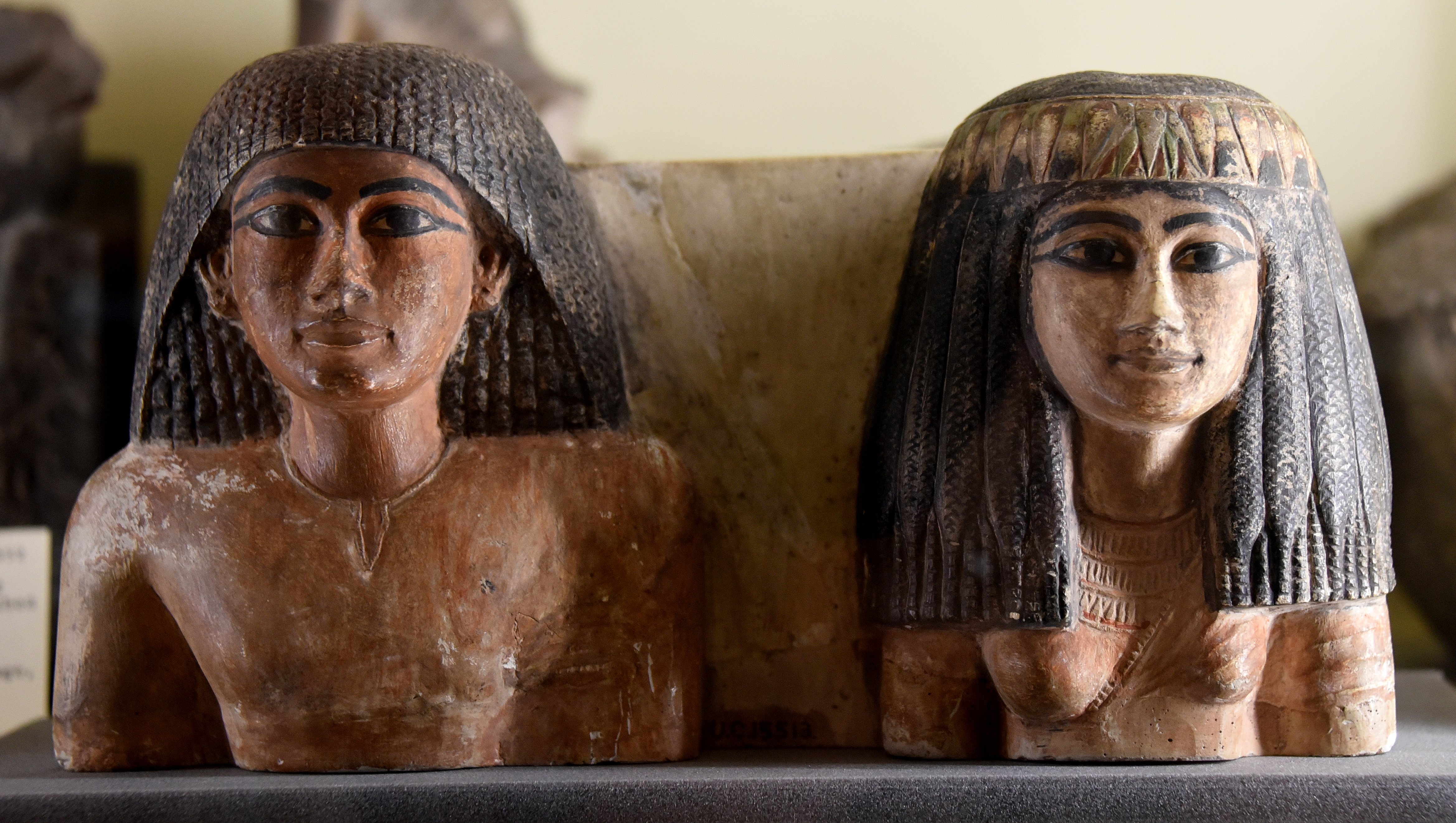

1892年伦敦大学学院的埃及考古与哲学系成立时，该博物馆作为其教学资源而建立。弗林德斯·皮特里教授进行了许多重要发掘，于1913年将他的藏品出售给大学。

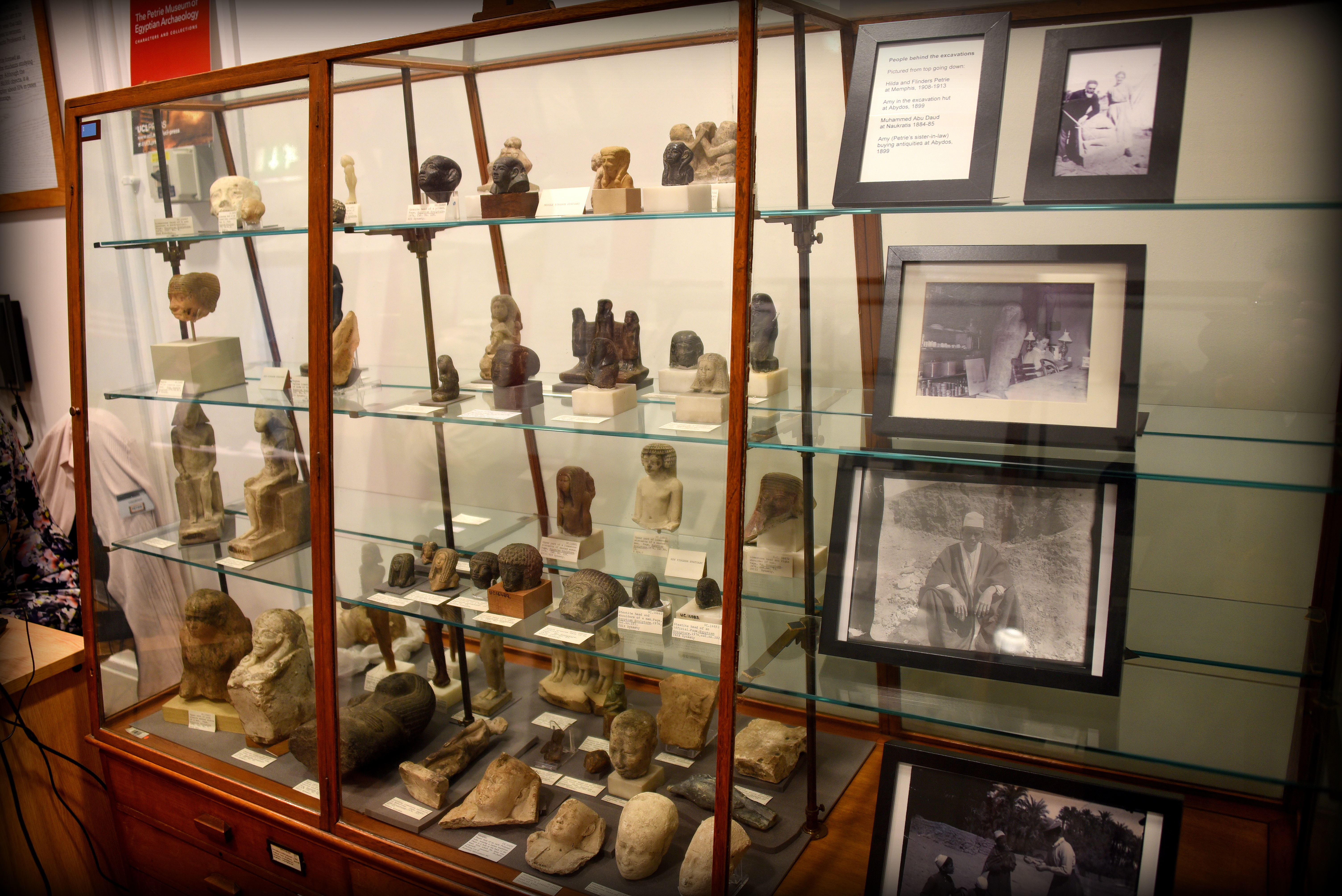

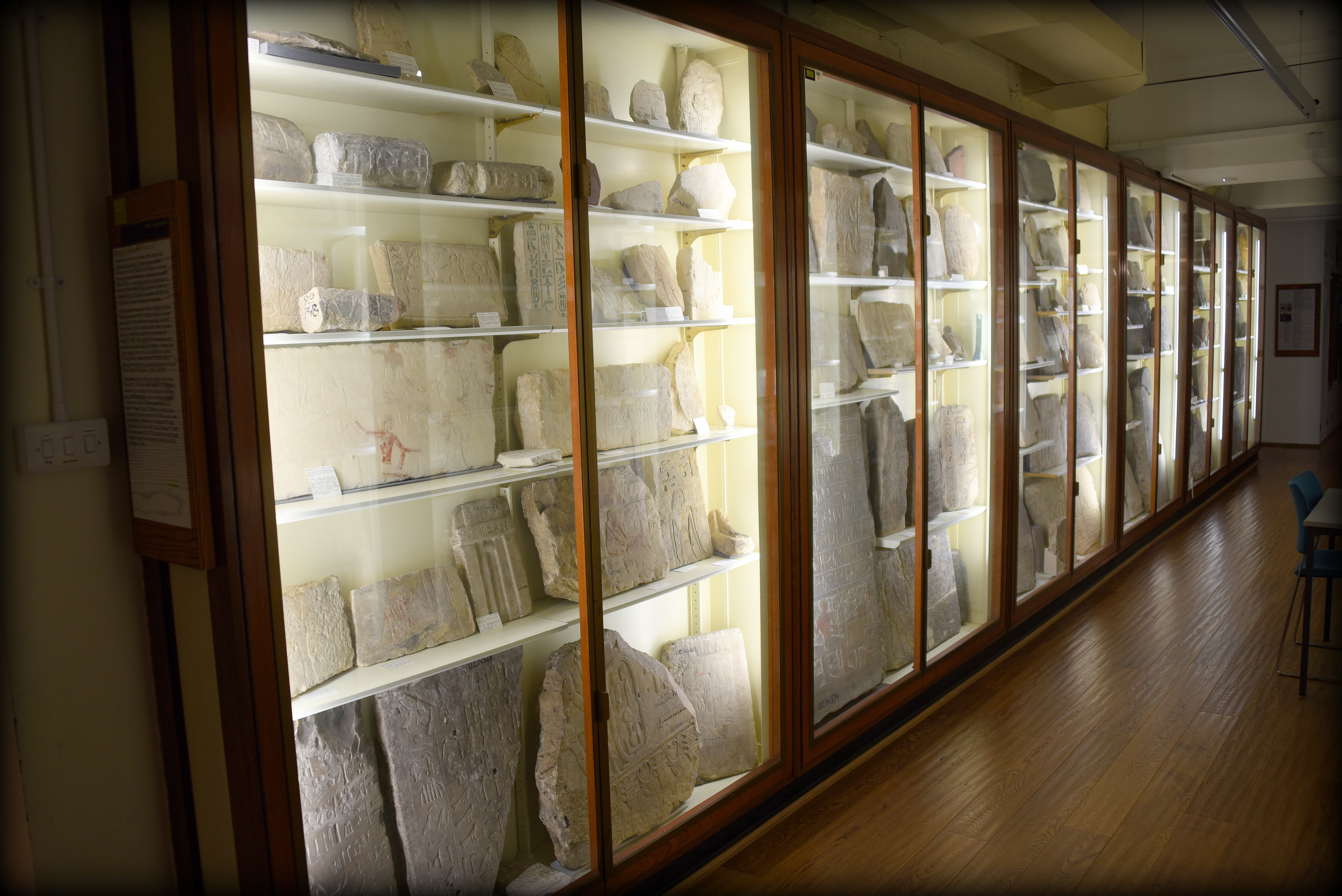